# 加州花園
加州花園位於元朗區米埔和生圍，發展商為新鴻基地產，管理公司為旗下的啟勝管理服務，共建有980間花園洋房，每幢洋房均配有私家車位及花園，自成一隅。物業共有5期，分為爵仕居、俊仕居、偉仕居、名仕居、雅仕居。

## 會所
會所設施有游泳池、網球場、壁球場、健身室、健康舞室、宴會廳、兒童遊戲室、桌球室、卡拉OK室、園藝花園。

## 商場

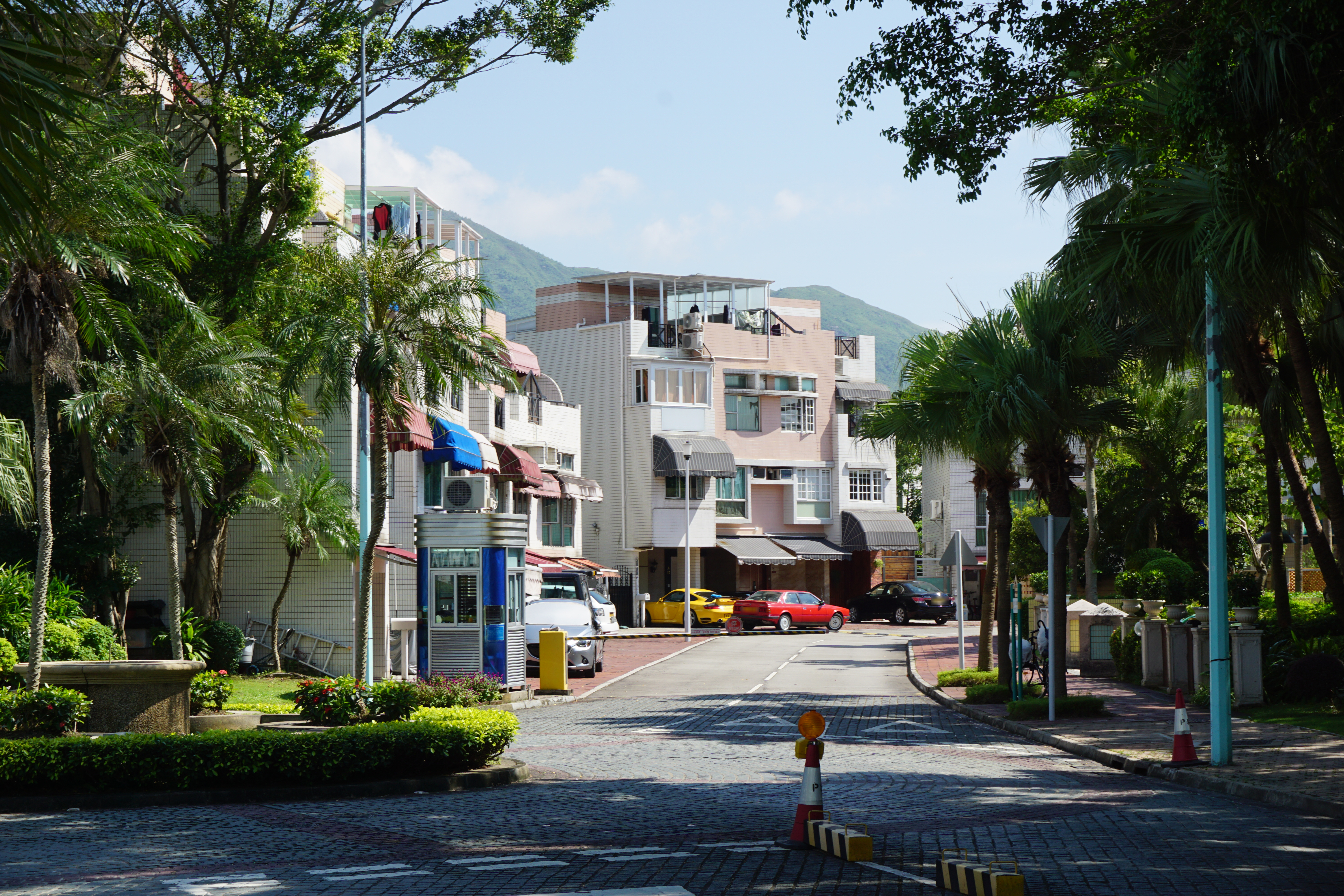
俊仕居

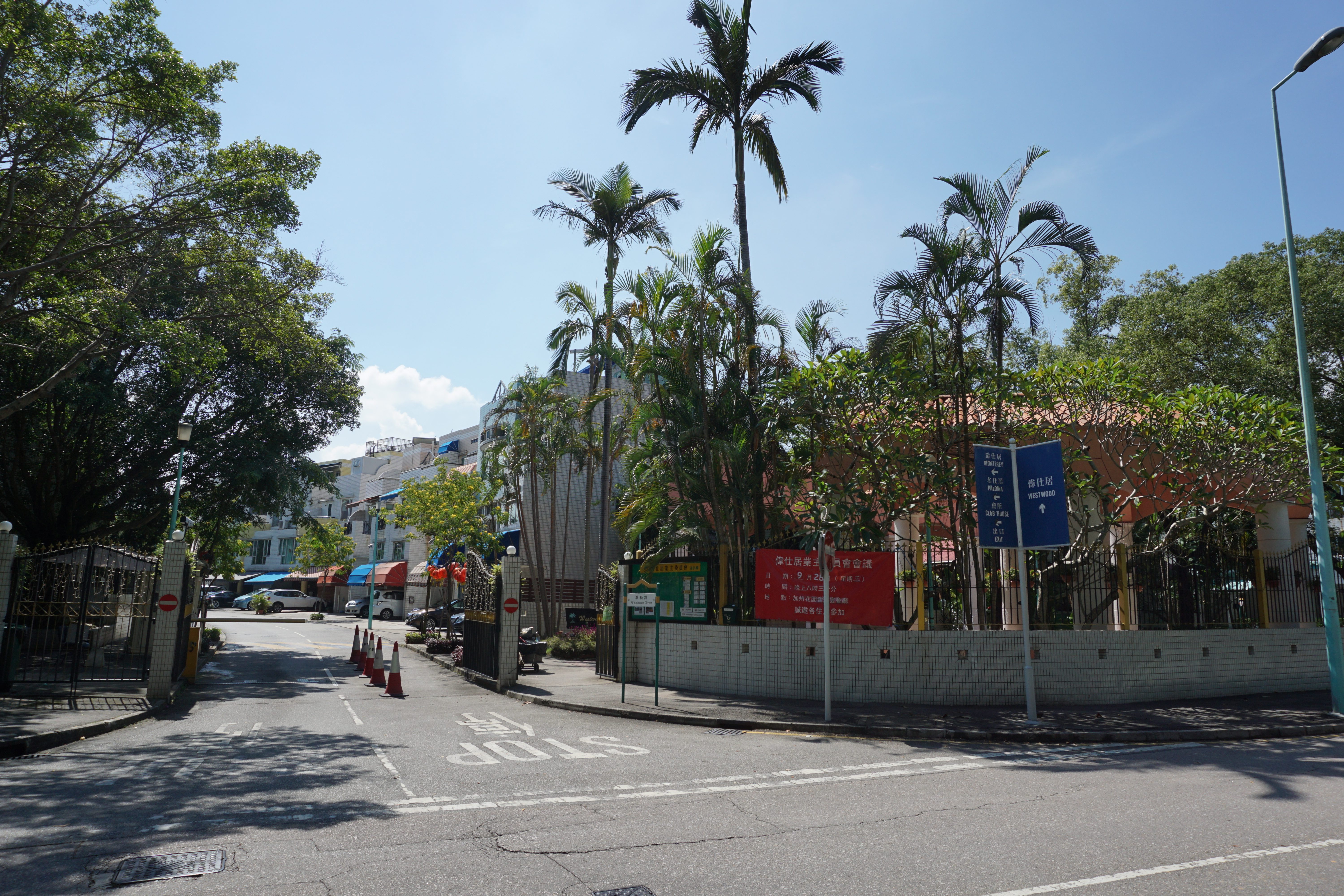
偉仕居

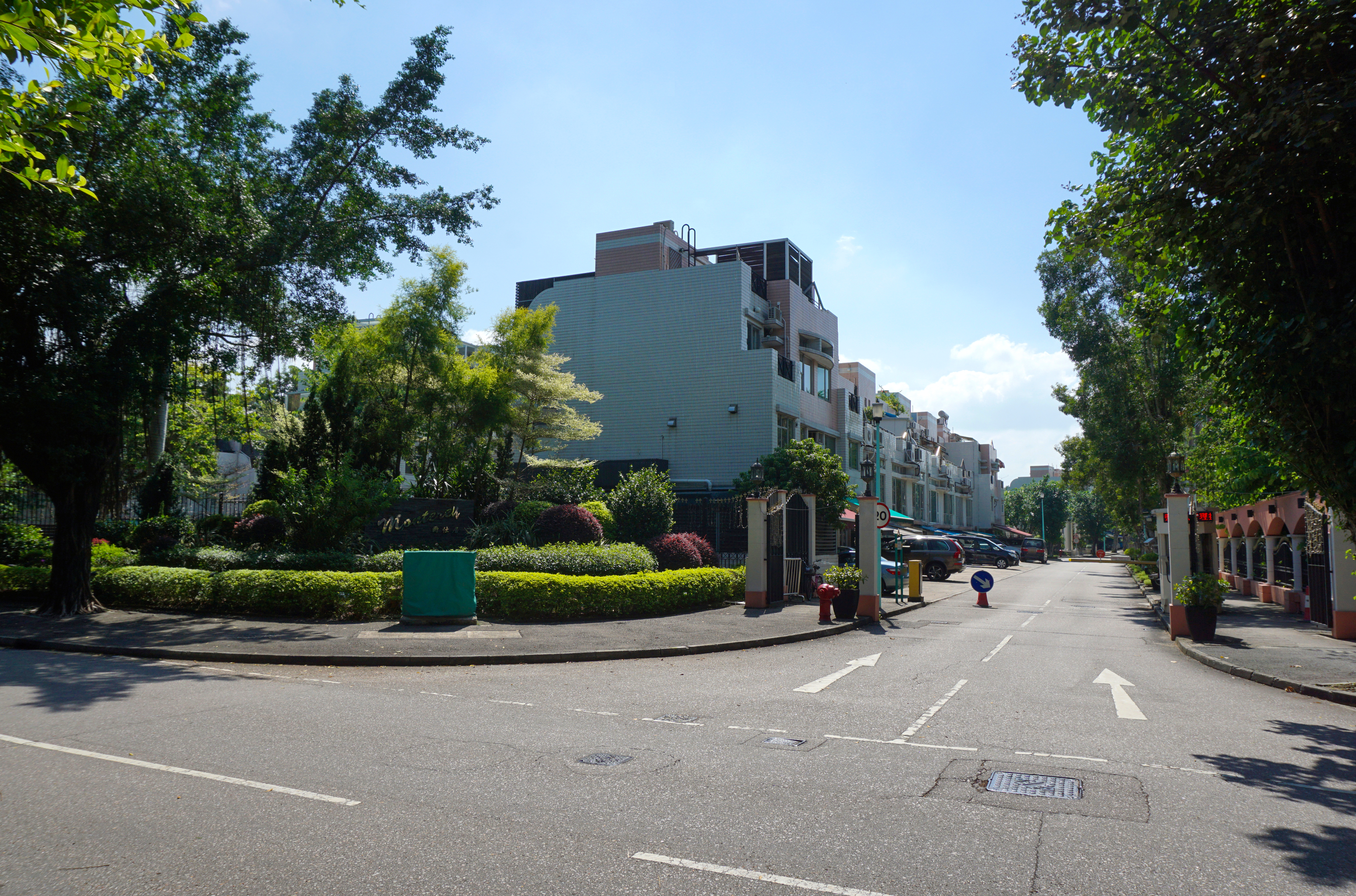
爵仕居

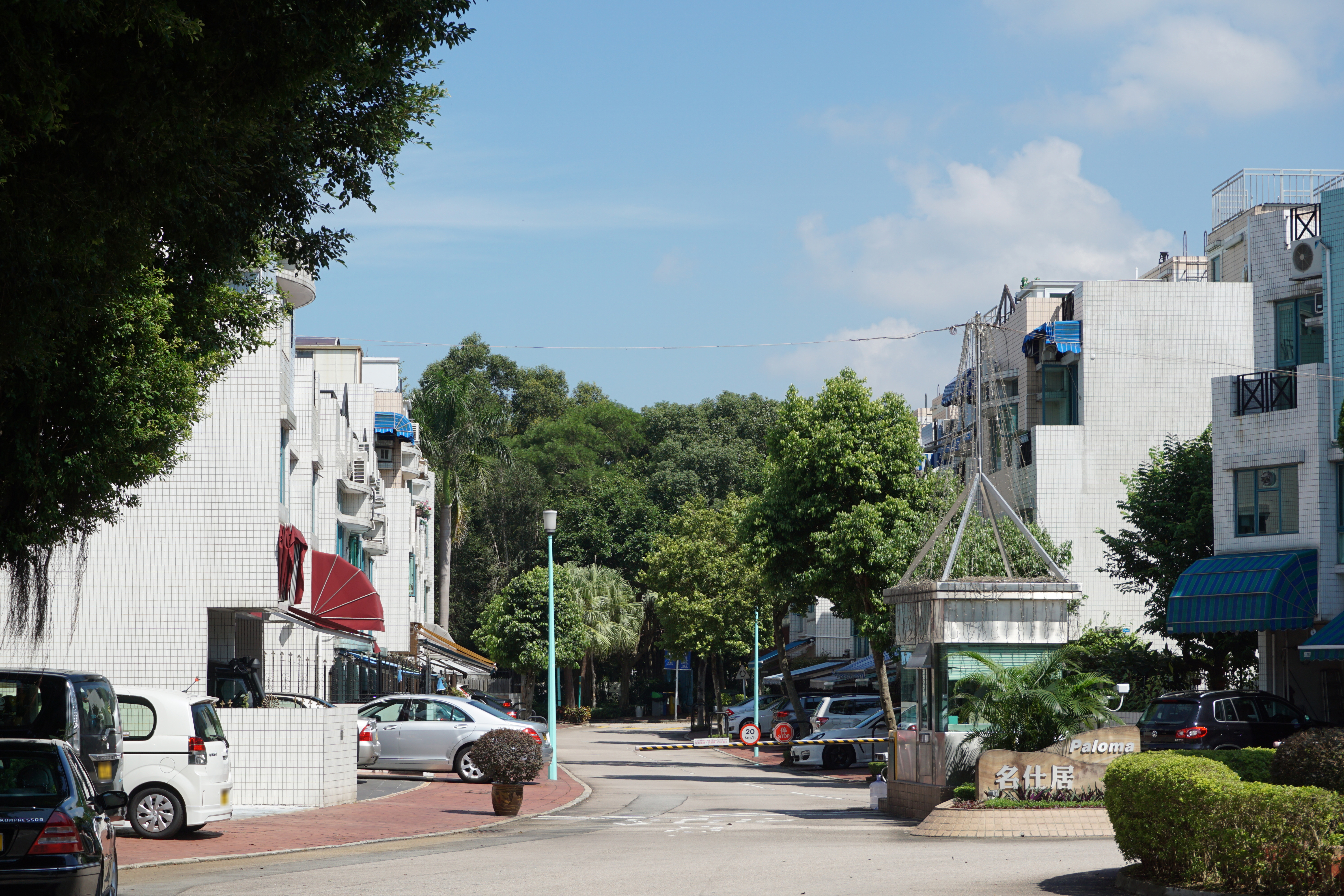
名仕居

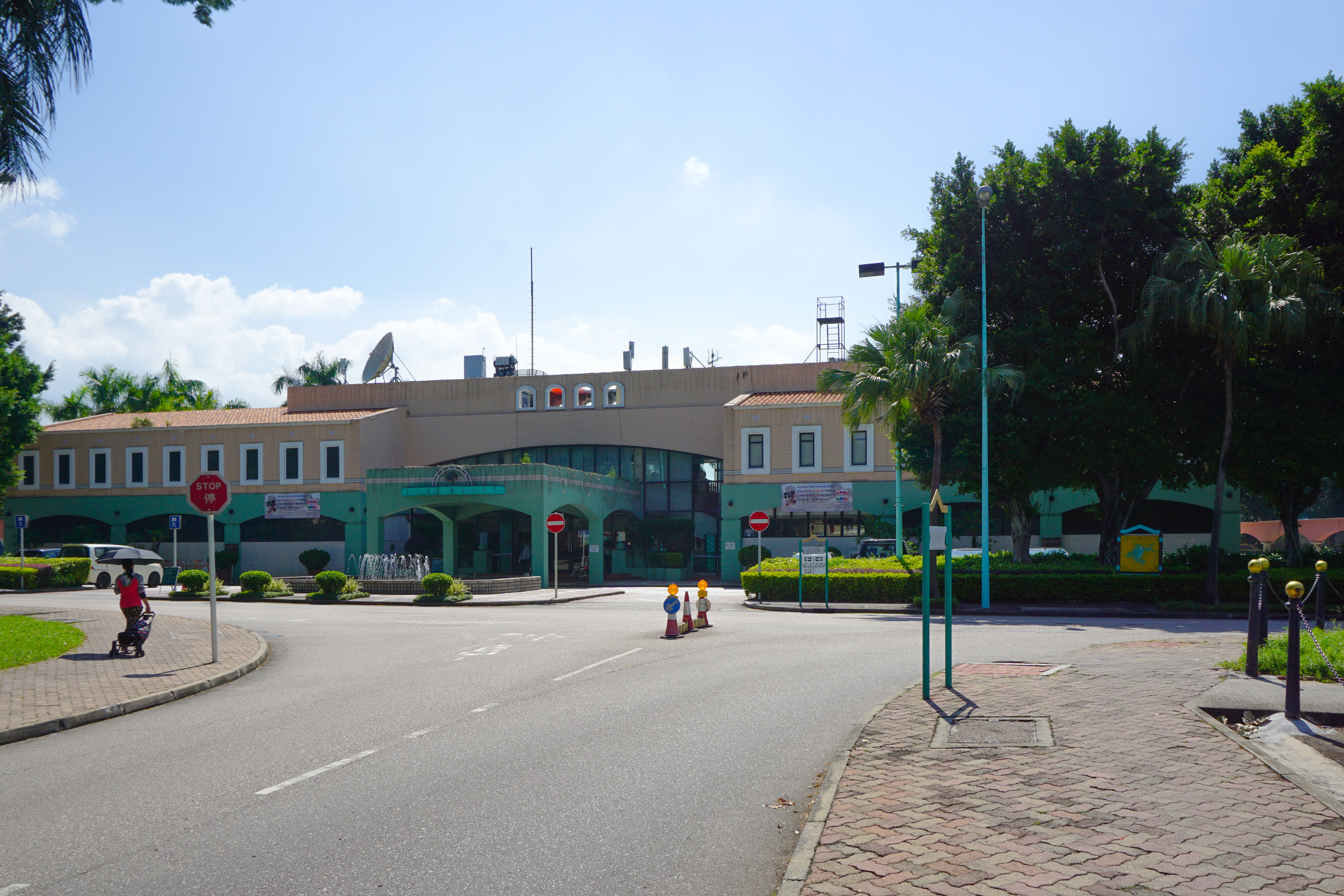
加州花園會所「Club Oasis」

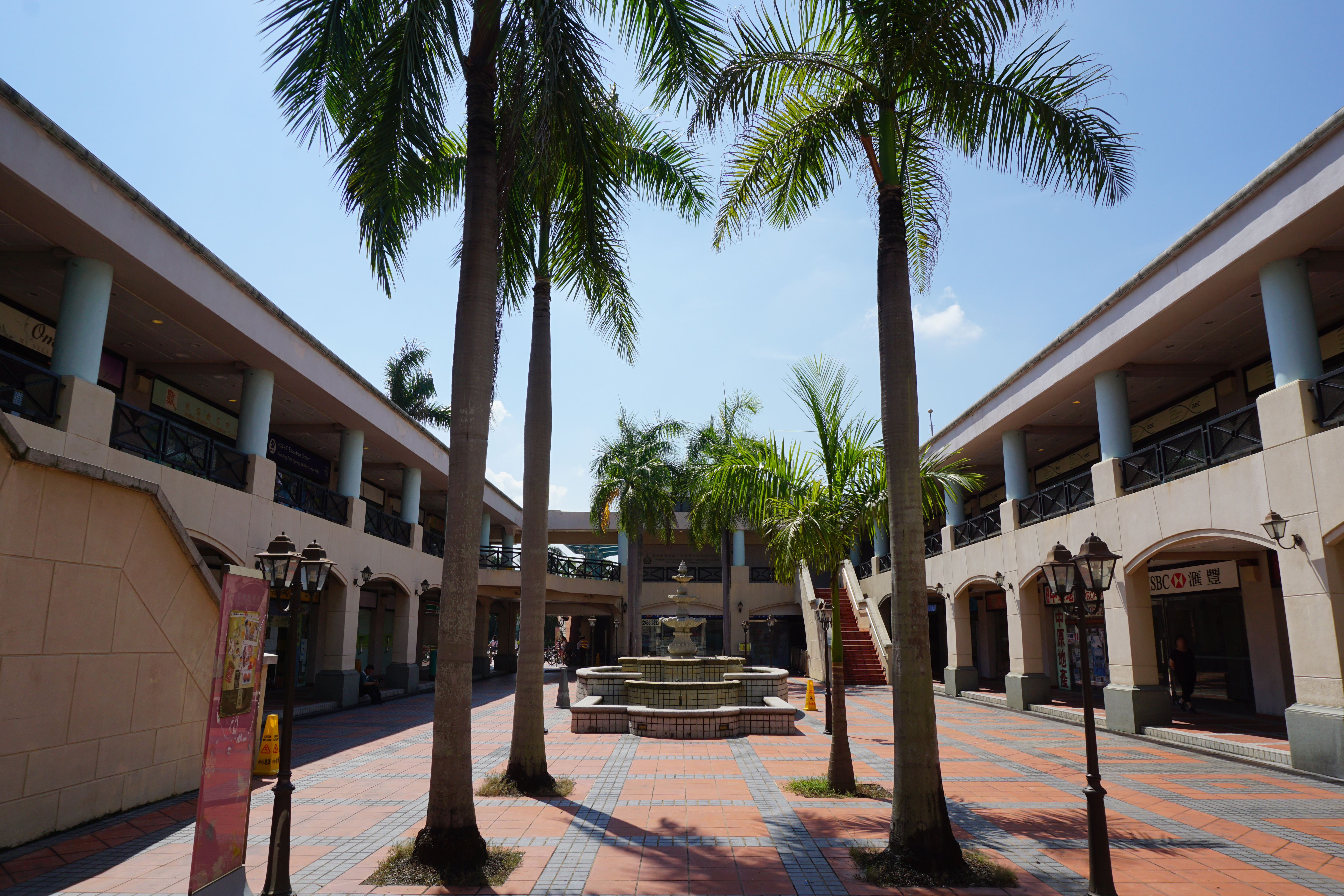
加州花園廣場內貌

加州花園廣場（Palm Springs Plaza），兩層商場總面積為46,483平方呎。
商戶:
- 7-Eleven
- fusion by PARKnSHOP[2]
- 中原地產[3]
- 美聯物業[4]
- 滙豐銀行(ATM) [5]
- 加州洗衣專門店
- 利達室內設計
- 和生裝修工程公司
- 家傭站
- 皇妃儀容中心
- 伊莉詩護膚健美中心
- 萊恩英文幼稚園
- 香港電腦輔助教學中心
- 亞洲生態環境顧問有限公司
- 宣道會錦繡堂加恩樓[6]
- JHC日本城
- 公文式[7]

## 鄰近住宅
- 加州豪園
- 錦綉花園

## 外部連結
- 加州花園官方網頁
- 新鴻基地產（页面存档备份，存于）
- 香港巴士大典上的相关条目：加州花園